# 约翰尼·考克斯
约翰尼·W·考克斯（英語：Johnny W. Cox，1936年11月1日—），美国NBA联盟前职业篮球运动员。他在1959年的NBA选秀中第4轮第28顺位被纽约尼克斯选中。